# Xenohelea rufiventris
Xenohelea rufiventris är en tvåvingeart som först beskrevs av Jean-Jacques Kieffer 1910.  Xenohelea rufiventris ingår i släktet Xenohelea och familjen svidknott. Inga underarter finns listade i Catalogue of Life.